# Was wenn der Tod uns scheidet?
Was wenn der Tod uns scheidet? ist ein deutscher Spielfilm aus dem Jahre 2008. Regie führte Ulrike Grote, die neben Ilona Schultz auch für das Drehbuch verantwortlich ist.
Der Film handelt von den Schicksalen von acht Menschen, die sich nach und nach alle am Hauptort des Filmes, dem städtischen Krankenhaus Hamburg, einfinden. Thematisiert wird vor allem der Tod, der in dem Film in unterschiedlichsten Weisen auftritt. Allerdings handelt der Film auch vom Verlieben und Loslassenmüssen.

## Handlung
Nele Wolff ist Krankenschwester im Städtischen Krankenhaus und leidet darunter, einem Kind bei einer Notoperation nicht mehr helfen zu können, sodass es verstirbt. Es erinnert sie zu sehr an den Tod ihres eigenen Sohnes, der vor vier Jahren ertrunken war. Darunter leidet auch ihre Ehe, sodass sich ihr Mann Paul, der mit ihr zusammen im gleichen Krankenhaus arbeitet, eine lebenslustige Freundin zugelegt hat. Auch sie ist verheiratet und genießt die Affäre.
Sophie Hellwig, Mutter von drei Jungs und immer im Stress, ist mit Joachim Hellwig verheiratet. Doch der vielbeschäftigte Journalist ist immer unterwegs und selten zu Hause. Daher hat sie sich mit Dr. Paul Wolff eingelassen. Gerade als die beiden sich in einem Hotelzimmer treffen, kehrt Joachim unangekündigt von Moskau zurück. Da Sophie nicht da ist, steht er seinen drei Kindern allein gegenüber und gerät mit seinem ältesten Sohn Anton aneinander, der ihm vorwirft, nie für seine Söhne da zu sein.
Hanns Dunkel arbeitet als Krankenpfleger im Städtischen Krankenhaus und wohnt noch immer bei seiner Mutter Marie. Die alte Dame ist dement und ihr Sohn trägt sich mit dem Gedanken, sie in ein Pflegeheim zu geben. Er ist mit seiner Kollegin, der Krankenschwester Birte Gold, befreundet aber hat ihr bis jetzt noch nie seine Zuneigung zu ihr gestanden. Nachdem seine Mutter unbeaufsichtigt davonläuft, steht für ihn der Entschluss fest, dass es nicht mehr so weiter gehen kann. Zunächst muss er sie aber erst einmal finden.
Sophie Hellwig bricht unerwartet nach ihrer letzten Liebesnacht zusammen und muss ins Städtische Krankenhaus gebracht werden. Sofort bemerkt Nele Wolff, dass ihr Mann, der die Patientin in die Klinik gebracht hat, mit ihr die Nacht verbracht hat. Bei der Untersuchung stellt sich heraus, dass Sophie einen Hirntumor hat. Als Paul sie tröstend umarmt, kommt Joachim Hellwig zur Tür herein. Beide geraten aneinander und prügeln sich. Erst als Pauls Frau dazu kommt, beenden sie den Kampf. Nele spricht sich mit ihrem Mann aus, der ihr klarmacht eine Frau zu brauchen, mit der er reden könne. Sie müsse bei aller Trauer auch an ihn denken und daran, dass das Leben weiter geht.
Marie Dunkel war in der Nacht auf den Friedhof zum Grab ihres Mannes gegangen und hatte vor sich aufzuhängen. Als sie in geringer Entfernung ein verdächtiges Geräusch hört, sieht sie nach und findet einen bewusstlosen Mann. Er hat augenscheinlich versucht sich mit Tabletten und Alkohol zu vergiften. Marie sorgt dafür, dass er ins Städtische Krankenhaus gebracht wird und begleitet ihn. Dort angekommen trifft sie auf Krankenschwester Birte Gold, die Marie sofort erkennt und Hanns Dunkel anruft, damit er die Suche nach seiner Mutter einstellen kann. Marie behauptet kurzerhand, dass sie gebraucht wurde und der Patient wäre ihr Freund. In einem unbeobachteten Moment verlässt sie mit dem Mann das Krankenhaus, den sie in einem Rollstuhl vor sich her schiebt.
Sophie und Joachim Hellwig finden durch die schwere Krankheit wieder zusammen.
Nele und Paul Wolff trennen sich für unbestimmte Zeit, in der Nele versuchen will, ihre Trauer zu bewältigen.
Marie Dunkel zieht zu ihrem Selbstmörder und Hanns Dunkel endlich zu Birte Gold.

## Kritiken
„Kunstvoll, aber nie künstlich weben Grote und Schultz aus den verschiedenen Strängen einen Erzählteppich, auf dem man gern durch die diversen Lebensgeschichten schwebt. Immer wieder wechseln Augenblicke verspielter Heiterkeit mit melodramatischen Momenten. Die berührendste Szene, das Herzstück des Films, ist ein langer Monolog der Ärztin, die sich einem sterbenskranken Patienten anvertraut und dem Trauma des Kindstodes stellt. Nicht nur wegen dieser großartig gespielten Sequenz ist Janna Striebeck neben der auch hier wieder wunderbaren, im Mai verstorbenen Monica Bleibtreu prägendste Figur des Films.“

„Was wenn der Tod uns scheidet besticht vor allem durch die rare Leichtigkeit, mit der hier ein Stakkato aus Schicksalsschlägen montiert wird. Authentisch wirkende Figuren bekommen es mit den elementarsten Fragen zu tun. Statt Gefühlsduselei und Betroffenheitsrhetorik erwachsen daraus zauberhaft glaubwürdige Momente, darunter auch einige, in denen sich Schmerz und Heiterkeit bruchlos begegnen.“

## Auszeichnungen
- Goldener Biber (Hauptpreis) und Publikumspreis Publikumsbiber beim Filmfest Biberach 2008[3]
- Nominierung für den Norddeutschen Filmpreis 2008 in der Kategorie Bestes Drehbuch[4]